# Montefano
Montefano – miejscowość i gmina we Włoszech, w regionie Marche, w prowincji Macerata.
Według danych na rok 2004 gminę zamieszkiwały 3223 osoby, 94,8 os./km².
Podczas II Wojny światowej, miejscowość na początku lipca 1944 roku zdobyła polska 5 Kresowa Dywizja Piechoty.